# Фернанду Варела
Не варто плутати з колишнім іспанським футболістом, молодіжним чемпіоном світу Фернандо Варелою
Фернанду Варела (порт. Fernando Lopes dos Santos Varela, нар. 26 листопада 1987, Кашкайш) — кабовердійський футболіст, захисник португальського клубу «Каза Піа».

## Клубна кар'єра
Варела народився в Португалії в родині вихідців з Кабо-Верде. Розпочав грати у футбол в клубі «Ешторіл Прая», проте пробитись до основної команди не зумів і змушений був на правах оренди за клуб третього дивізіону «Ріу-Майор». Влітку 2007 року повернувся в «Ешторіл Прая», що виступав у другому дивізіоні, проте основним гравцем стати так і не зумів.
На початку 2009 року перейшов в «Трофенсі», що виступав у Прімейрі, але влітку того ж року команда покинула елітний дивізіон і Фернанду провів там ще два сезони.

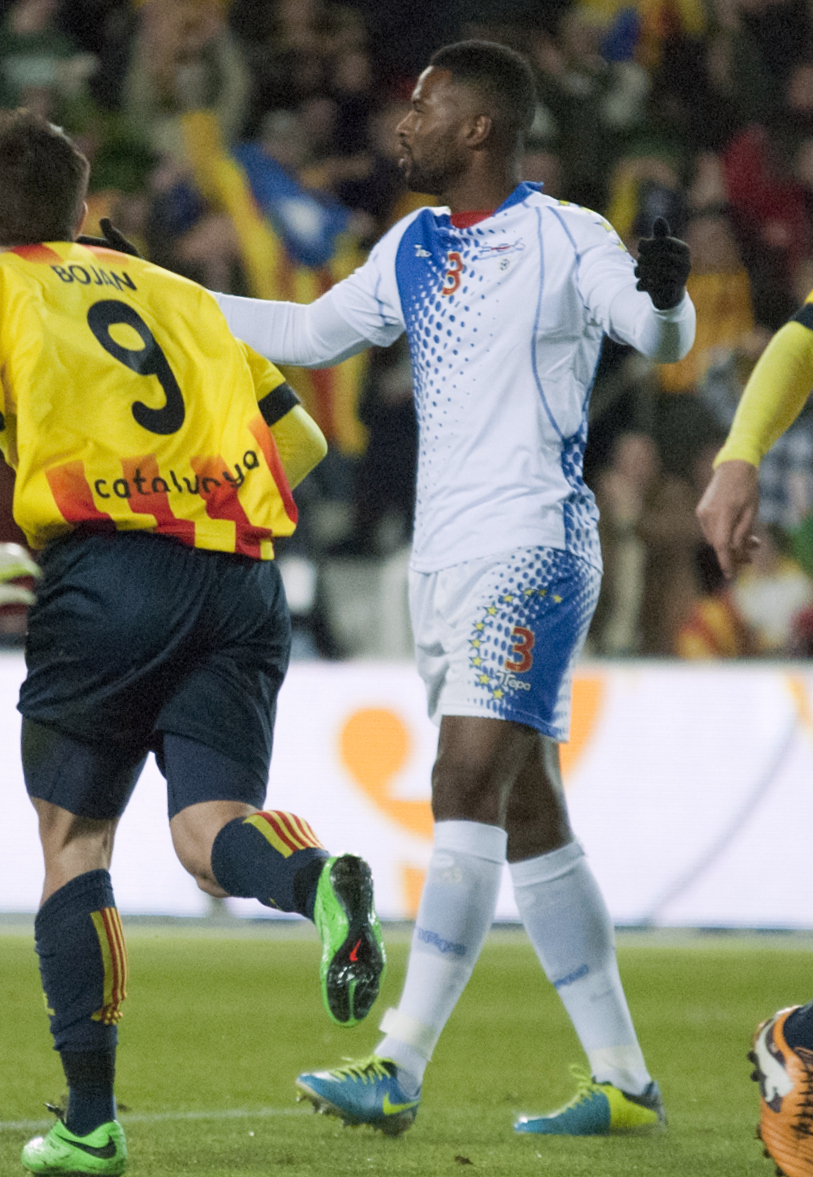
Фернанду Варела під час виступів за збірну. 2013 рік.

Влітку 2011 року знову повернувся до вищого дивізіону, ставши гравцем «Фейренсі», де провів весь сезон 2011/12.
Своєю грою привернув увагу представників тренерського штабу румунського клубу «Васлуй», до складу якого приєднався 29 травня 2012 року, підписавши трирічний контракт. Дебютував за васлуйську команду у чемпіонаті 22 липня 2012 року в виїзному матчі проти бухарестського «Рапіда» (2:2). Протягом усього наступного у складі «Васлуя», був основним гравцем захисту команди.
До складу клубу «Стяуа» приєднався 3 вересня 2013 року за 1,25 млн євро і в першому ж сезоні виграв з командою чемпіонат Румунії, а другому зробив «требл» — виграв чемпіонат, Кубок Румунії і Кубок ліги. Всього за два з половиною роки встиг відіграти за бухарестську команду 82 матчі в національному чемпіонаті.
23 липня 2016 року, Варела, у якого залишалося шість місяців за контрактом, переїхав до грецької Суперліги у клуб ПАОК, підписавши контракт на три рокіи і за плату в 1,4 мільйона євро.

## Виступи за збірну
Варела, маючи кабовердійські коріння, вирішив виступати за збірну своєї історичної батьківщини. 27 травня 2008 року дебютував в офіційних матчах у складі національної збірної Кабо-Верде в товариській грі проти збірної Люксембургу (1:1).
У складі збірної був учасником Кубка африканських націй 2013 року у ПАР, на якому зіграв в усіх чотирьох матчах збірної на турнірі і забив гол в останньому матчі групового етапу проти збірної Анголи (2:1), який допоміг кабовердійцям здобути перемогу і вийти з групи.
У вересні 2013 року у другому раунді відбору на Чемпіонат світу 2014 року збірна Кабо-Верде в останньому турі обіграла збірну Тунісу (2:0) та пробилась в раунд плей-оф. Проте через вихід на поле дискваліфікованого Варели кабовердійці отримали технічну поразку 0:3 та пропустили в наступний етап тунісців.
Наразі провів у формі головної команди країни 51 матч, забивши 3 голи.

## Титули і досягнення
- Чемпіон Румунії (2):

«Стяуа»: 2013-14, 2014-15.
- Володар Кубка Румунії (1):

«Стяуа»: 2014-15.
- Володар Кубка румунської ліги (2):

«Стяуа»: 2014-15, 2015–16
- Чемпіон Греції (1):

ПАОК: 2018-19
- Володар Кубка Греції (4):

ПАОК: 2016-17, 2017-18, 2018-19, 2020-21